# Promoção (xadrez)

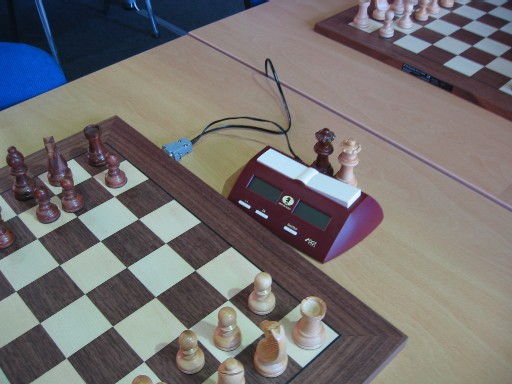
Tabuleiro de xadrez com rainhas branca e negra extras para promoção na 35ª Olimpíada de Xadrez

Promoção é uma regra do xadrez que descreve a transformação de um peão que alcança a oitava fileira em uma peça da escolha do jogador como a dama, torre, bispo ou cavalo. A nova peça substitui o peão na mesma casa que concluiu o movimento. A promoção não é limitada às peças que tenham sido capturadas.
Uma vez que a dama é a peça de maior valor relativo, a maioria das promoções são para esta peça. Quando um peão é promovido a uma peça diferentes da Dama é chamada subpromoção
Se a peça promovida não estiver disponível, as regras da FIDE são que o jogador deve parar o relógio e chamar o árbitro para obter a peça correta.
Em algumas variantes do xadrez como o antixadrez a promoção ao rei é permitida.